# Istituto Nostra Signora della Vita
L'Istituto Nostra Signora della Vita (in francese Institut Notre-Dame de Vie) è un istituto secolare di diritto pontificio comprendente un ramo clericale, uno laicale maschile e uno femminile. I membri dell'istituto pospongono al cognome la sigla I.N.D.V.

## Storia
Nel 1929 il frate carmelitano scalzo francese Henri Grialou (1894-1967) iniziò a tenere degli incontri per insegnanti di scuole superiori desiderosi di conoscere più da vicino la spiritualità del Carmelo: nel 1932, con l'approvazione dell'arcivescovo di Avignone Gabriel-Roch de Llobet, insieme a Maria Pila (1896-1974), fondò presso l'ex convento dei frati minimi di Notre-Dame de Vie di Venasque una comunità femminile.
Il 20 giugno 1937 il gruppo venne approvato come pia unione all'interno del III ordine carmelitano e con decreto della Congregazione per i Religiosi del 10 marzo 1947 venne aggregata all'Ordine dei Carmelitani Scalzi. Nel 1948 l'unione si trasformò in istituto secolare e, nel 1950, al ramo femminile vennero affiancati un ramo maschile e uno clericale.
Il ramo femminile ricevette il riconoscimento di istituzione di diritto pontificio il 24 agosto 1962; quelli maschili il 21 novembre 1973. I tre rami sono canonicamente autonomi ma operano in stretta connessione.

## Carisma e diffusione
La spiritualità dell'Istituto è carmelitana: i membri gestiscono centri per ritiri di spiritualità carmelitana; l'istituto possiede lo Studium de Notre-Dame de Vie abilitato a rilasciare la laurea in teologia.
I membri dell'Istituto, circa 600, sono presenti in Belgio, Canada, Congo, Filippine, Francia, Germania, Giappone, Italia, Lettonia, Messico, Polonia, Regno Unito, Slovacchia, Spagna, Stati Uniti d'America, Svizzera e Taiwan.